# チャタムシマクイナ
チャタムシマクイナ(学名：Gallirallus dieffenbachii) は、ツル目クイナ科に分類される鳥類の一種である。
ニュージーランド東方約400kmに位置するチャタム諸島に生息していたが、すでに絶滅した。別名チャタムオビクイナ。なお、フィリピンからオーストラリアにかけて広く分布するナンヨウクイナRallus philippensisの1亜種とする説も有力である。この場合、学名はRallus philippensis dieffenbachiiとなる。 
また、同じくチャタム諸島に生息していた絶滅種のチャタムクイナ Rallus modestus とはきわめて近縁ではあるが別の種である。

## 形態
体色は茶色で、翼の先が白、頭は白で頭頂部と目の周りに茶色の線がある（これが命名の由来と見られる）。

## 絶滅の経緯
最初の標本が採集されたのは1840年だが、それ以降は見たという報告がない。もともと1840年の時点で数が少なくなっていたらしい。ネコやネズミによる捕食と、人間による生息地の破壊（野焼きなど）が絶滅の原因とされている。